# Egy házba zárt közösség
Az Egy Házba zárt közösség (Trapped in the Closet) a South Park című rajzfilmsorozat 137. része (a 9. évad 12. epizódja). Az Egyesült Államokban 2005. november 16-án, Magyarországon pedig 2007. augusztus 27-én mutatták be. A cselekmény középpontjában Stan Marsh áll, akit a szcientológusok az egyházalapító, L. Ron Hubbard reinkarnációjának kiáltanak ki, miután felfedezik a fiú magas thetán-szintjét. Az eredeti cím utalás R. Kelly hiphop operájára, melyet 2005-ben „Trapped in the Closet” címen jelentetett meg.
Egyes beszámolók szerint a szcientológus Tom Cruise (akit az epizódban a készítők kifiguráztak) azzal fenyegetőzött, hogy nem népszerűsíti a Paramount Pictures vállalat által készített Mission: Impossible III című filmet, ha a Viacom – amely a South Parkot sugárzó Comedy Central, illetve a Paramouth tulajdonosa is egyben – engedélyezi a kérdéses rész újbóli adásba kerülését. Az epizódot eredetileg 2006. március 15-én sugározták volna le újra, de helyette a Séf bácsi sózott csokigolyói került adásba, a Comedy Central szóvivőinek elmondása alapján így akartak emléket állítani a Séf bácsi hangját kölcsönző Isaac Hayesnek, aki két nappal korábban bejelentette, hogy kilép a sorozatból. Matt Stone szerint a szcientológiát gyakorló Isaac Hayes hite megsértése miatt döntött így, noha az énekes ezt nyíltan nem jelentette ki és korábbi nyilatkozataiban sem ítélte el az epizódot. Az Egy házba zárt közösséget azóta számos alkalommal műsorra tűzték és a Comedy Central honlapján is elérhető.
Az epizódot 2006 júliusában Emmy-díjra jelölték, de a díjkiosztón végül alulmaradt A Simpson családdal szemben. Emellett a rész helyet kapott a Comedy Central „10 South Park-epizód, amely megváltoztatta a világot”-listáján, Conan O’Brien kiparodizálta az 58. Emmy-díjátadó megnyitóján, illetve megemlítették a szcientológiát bíráló The Bridge című 2006-os játékfilmben. A TV Guide magazin „Minden idők 100 legjobb televíziós epizódja”-listáján az Egy házba zárt közösség a 17. helyezést érte el.

## Cselekmény
|  | Alább a cselekmény részletei következnek! |

A főszereplő gyerekek kitalálják, hogy játékterembe mennek, azonban Stannek nincs pénze, mert biciklire gyűjt, ezért nem tart velük. Az utcán sétálva Stan szcientológusokkal találkozik, akik felajánlanak neki egy személyiség-tesztet, és mivel az ingyenes, Stan hajlandó válaszolni a kérdésekre. Hosszas felmérés után Stant meggyőzik arról, hogy depressziós és azt állítják, hogy 240 dollárért cserébe segítenek neki. Mivel szülei nem támogatják az ötletet, Stan kénytelen a félretett pénzét felhasználni erre a célra. Miután fizetett, egy e-méterrel megmérik a thetán-szintjét, de a döbbenetesen magas eredmény sokkolja az egyház munkatársait. Üzennek a Los Angeles-i központba, az egyház elnökének, aki megállapítja, hogy Stan minden bizonnyal az újjászületett L. Ron Hubbard.
Késő este szcientológusok hada (köztük John Travolta) látogatja meg a Marsh család házát, hogy megünnepeljék Hubbard második eljövetelét. Nemsokára az elnök is megérkezik, aki arra kéri Stant, vezesse az egyházat. Míg az elnök a fiú szüleivel beszél, Stan felmegy a szobájába, ahol Tom Cruise várja (aki a többi hívővel együtt szintén prófétának tartja). Mikor Cruise megkérdezi tőle, tetszettek-e neki azok a filmek, melyekben szerepelt, Stan nemleges választ ad, ezért a csalódott Cruise bezárkózik a szekrénybe, és az epizód végéig nem hajlandó kijönni onnan – Randy Marsh, Nicole Kidman, John Travolta és R. Kelly unszolására sem.
A szcientológia elnöke úgy dönt, beavatja Stant az egyház legnagyobb titkába; elmeséli neki Xenu történetét, melyet csak az OT III szinten lévők hallhatnak (miközben mesél, a képernyőn az „Ez az, amiben ma a szcientológusok hisznek” felirat látható). Miután Stant beavatta a titokba, az elnök arra kéri őt, hogy folytassa az írást ott, ahol Hubbard félbehagyta. Amikor azonban Stan azt javasolja, hogy tegyék ingyenessé a tagságot, az elnök gúnyosan közli vele, hogy az egész dolog éppen a pénzről szól.
A ház előtt várakozó hívek arra várnak, hogy Stan felolvassa nekik az új tanokat, de ő erre nem képes; elmondja, hogy nem L. Ron Hubbard reinkarnációja, és egy nagy átverésnek nevezi az egyházat. A követői ezen feldühödve perrel fenyegetőznek, melyhez hamarosan a szekrényt elhagyó Tom Cruise is csatlakozik. Stan azonban kijelenti, hogy nem fél tőlük és nyugodtan pereljék csak be, nem törődik a fenyegetésekkel.

## Érdekességek
- A stáblistában csak John Smith és Jane Smith neveket lehet látni.